# Филенковский сельский совет (Чутовский район)
Филенковский сельский совет (укр. Филенківська сільська рада) — входит в состав
Чутовского района
Полтавской области
Украины.
Административный центр сельского совета находится в 
с. Филенково.

## Населённые пункты совета
- с. Филенково
- с. Березовое
- с. Казачье
- с. Никоноровка
- с. Степовое